# Британская армия в сражении при Брендивайне
Во время сражения при Брендивайне 11 сентября 1777 года британская армия под командованием генерала Уильяма Хау насчитывала, по различным версиям 15 500 человек или 15200 или 18000.

## Британская армия
Генерал-лейтенант Уильям Хау
- Генерал-квартирмейтер, бригадный генерал Уильям Эрскин
- 42-й пехотный полк подполковника Томаса Стирлинга (при штабе, 600 чел.)

### Левое крыло
8400 человек. Генерал-лейтенант лорд Корнуолис
- Отдельно:
  - 16-й полк лёгких драгун (200 чел.)
  - Гессенские и анспахские егеря, подполковник Людвиг фон Вурмб[англ.] (500 чел.)
  - Конные егеря, капитан Ричард Лорей (100 чел.)
  - 3-я артиллерийская бригада, четыре 12-фунтовых и шесть 6-фунтовых орудий.
- Гвардейская бригада генерала Эдварда Мэтью (1000 чел.)
  - 1-й гвардейский батальон
  - 2-й гвардейский батальон
- Бригада лёгкой пехоты
  - 1-й легкопехотный батальон, подполковник Роберт Эберкромби
  - 2-й легкопехотный батальон, майор Джон Мейтланд
- Гренадерская бригада (1400 чел.)
  - 1-й гренадерский батальон, подполковник Уильям Медоуз
  - 2-й гренадерский батальон, полковник Генри Монктон
- 3-я бригада, генерал-майор Чарльз Грей (1000 чел.)
  - 15-й пехотный полк
  - 17-й пехотный полк
  - 42-й пехотный полк
  - 44-й пехотный полк
- 4-я бригада, бригадный генерал Джеймс Эгню[англ.] (1400 чел.)
  - 33-й пехотный полк
  - 38-й пехотный полк
  - 46-й пехотный полк
  - 64-й пехотный полк
- Гессенская бригада, полковник Карл фон Доноп[англ.] (1300 чел.)
  - Гренадерский батальон Линсинга
  - Гренадерский батальон Миннингероде
  - Гренадерский батальон Ленгерке

### Правое крыло
6800 чел., генерал-лейтенант Вильгельм фон Книпхаузен
- Отдельно:
  - Рейнджеры королевы, капитан Джеймс Веймсс (300 чел.)
  - Стрелковый корпус капитана Патрика Фергюсона
  - 16-й легкодрагунский полк (200 чел.
  - 71-й пехотный полк (1200 чел.)
    - 1-й и 2-й батальоны при обозе
    - 2-й батальон

  - Артиллерия: двенадцать 12-фунтовых орудий и 4 гаубицы.
- Гессенская бригада, генерал-майор Йохан фон Стирн (2000 человек)
  - Пехотный полк Эрбпринца
  - Пехотный полк Донопа
  - Пехотный полк Мирбаха
- 1-я бригада, генерал-майор Джеймс Грант[англ.] (1400 чел.)
  - 4-й пехотный полк
  - 23-й пехотный полк
  - 28-й пехотный полк
  - 49-й пехотный полк
- 2-я бригада (1300 чел.)
  - 5-й пехотный полк
  - 10-й пехотный полк
  - 27-й пехотный полк
  - 40-й пехотный полк, подполковник Томас Масгрейв
  - 55-й пехотный полк